# Carlos II de Schwarzenberg
Carlos II de Schwarzenberg, (Karl Philipp Borromäus Príncipe de Schwarzenberg) (Viena, 21 de enero de 1802 - Viena, 15 de junio de 1858) fue un noble y Feldzeugmeister imperial austriaco y checo, que luchó en la primera guerra de Independencia italiana. Fue gobernador de Transilvania entre 1851 y 1858.

## Biografía
Carlos fue hijo del famoso Mariscal de Campo, Carlos Felipe de Schwarzenberg (1771-1822) y la condesa Maria Ana von Hohenfeld (1768-1848).
Sus 2 hermanos fueron Federico Carlos (1800-1870) y Edmundo de Schwarzenberg (1803-1873), quien también se volvió un Mariscal de Campo.
En mediados de febrero de 1821 se unió al ejército Habsburgo. En 1834 fue ascendido a Coronel y en 1821 fue promovido a general y tomo control de una brigada en Brno. A inicios de enero de 1848, se le dejó el mando divisional que había quedado vacante en Brescia, y el 7 de febrero de 1848 fue nombrado Teniente Mariscal de Campo.
Al inicio de la primera guerra de Independencia italiana, se produjeron levantamientos contra el dominio austriaco en Brescia el 18 de marzo de 1848. En el 22 de marzo, Schwarzenberg y sus tropas dejaron Brescia para unirse al ejército del Mariscal de Campo Joseph Radetzky, quien se estaba retirando de Milán. Schwarzenberg  llegó a Crema el 24 de marzo, donde se unió con el principal ejército imperial y retiraron aún más a Verona. El príncipe Schwarzenberg recibió luego el comando de una división del 1.er Cuerpo bajo Eugen Wratislaw von Mitrowitz. El 6 de mayo fue levemente herido por un disparo en la batalla de Santa Lucía.Volvió a destacar en la campaña siguiente de 1849 como general de división con el I. Cuerpo de Reserva al mando de Gustav von Wocher en la batalla de Novara (1849).
Tras el Armisticio de Vignale el 24 de marzo de 1849, tomo a su mando unos cuerpos de observación en Vorarlberg el 20 de junio, y después de la paz de Milán el 6 de agosto de 1849, el 16 de octubre se convirtió en gobernador interino y militar de Lombardía en Milán, donde también estuvo en Paullo. Al año siguiente, se le confió el mando del IV Cuerpo el 18 de diciembre de 1850, hasta que fue nombrado Gobernador civil y militar de Transilvania el 29 de abril de 1851.
En reconocimiento a sus servicios, fue recompensado con la  Orden del Toisón de Oro el 16 de diciembre de 1852, y el 24 de abril de 1854, Fue promovido a Feldzeugmeister. El príncipe se mantuvo en Transilvania hasta 1858, Donde tuvo que marcharse el 6 de abril debido a una grave enfermedad. Una cura en Karlsbad fue ya en vano, murió cuando regresó a Viena a finales de junio de 1858.

### Matrimonio y descendencia
El príncipe se casó el 26 de julio de 1823 con Josefina Condesa Wratislaw de Mitrovic (16 de abril de 1802 - 17 de abril de 1881) Tuvieron un hijo:
- Carlos III José Adolfo, Príncipe de Schwarzenberg (5 de julio de 1824 - 29 de marzo de 1904), Orden del Toisón de Oro, tatarabuelo del político checo Karel Schwarzenberg